# Die Hard - Un buon giorno per morire
Die Hard - Un buon giorno per morire (A Good Day to Die Hard) è un film del 2013 diretto da John Moore.
È il quinto capitolo della saga che vede protagonista Bruce Willis nei panni del poliziotto John McClane; la serie cinematografica è iniziata con Trappola di cristallo (1988), e proseguita con 58 minuti per morire - Die Harder (1990), Die Hard - Duri a morire (1995) e Die Hard - Vivere o morire (2007).

## Trama
John McClane parte per la Russia con l'obiettivo di tirar fuori di prigione il figlio Jack, che è stato arrestato con l'accusa di omicidio. Durante il suo soggiorno a Mosca, John scopre che dietro l'arresto del figlio si nasconde in realtà un piano criminale: il ragazzo è un agente della CIA, da tre anni sul suolo russo col compito di sventare un possibile attacco terroristico grazie all'aiuto di un ex trafficante di armi e uranio, convinto a collaborare con i servizi segreti degli USA. Purtroppo per i due, le autorità locali sono ben poco disponibili al dialogo. Padre e figlio non si parlano da tempo, ma nonostante gli iniziali dissapori, decidono di provare a sistemare le cose, per evitare che in Russia salga al potere un oligarca senza scrupoli e inviso alla diplomazia statunitense.
Junior McClane, dopo essere riuscito ad evadere con Yuri Komarov, con l'aiuto e/o l'intralcio del padre riesce a portarlo nel quartier generale della CIA dove vengono sorpresi dall'attacco dei mercenari assunti dall'oligarca nemico di Komarov. Con difficoltà sopravvivono all'attacco e decidono di proseguire la missione aiutando Yuri a recuperare le prove per incolpare l'oligarca russo responsabile della detenzione di Yuri. Si ritrovano in una sala ricevimenti di un hotel in ristrutturazione, mentre Yuri recupera le prove conoscono anche la figlia di lui: Irina. Questa ha stretto un patto con il nemico del padre per poter sopravvivere e quindi i tre cadono in trappola. Il capo dei mercenari, Alik, sottovaluta i McClaine che riescono ad eliminare i mercenari, ma sia il capo che la figlia che Alik riescono a scappare in elicottero.
Padre e figlio si trovano a decidere se tornare in America o proseguire la missione per salvare Yuri e recuperare le prove. Scelta quest'ultima possibilità recuperano un'auto e si muovono verso la città di Pripyat, dove avvenne l'incidente di Chernobyl. I mercenari con l'aiuto della figlia e di Yuri riescono ad aprire una porta segreta posta nel caveau della banca della città di Pripyat, ove si trova un deposito di uranio arricchito. Qui avviene il colpo di scena in cui si svela il doppio gioco della figlia che segue il segreto progetto paterno e sia l'oligarca che il capo dei mercenari vengono uccisi. L'arrivo dei McClane disturba l'attività dei Komarov nell'appropriarsi dell'uranio e nella lotta entrambi perdono la vita. Il film si conclude con l'arrivo in America dei McClane, che vengono abbracciati dalla figlia.

## Distribuzione
Il trailer è stato diffuso il 4 ottobre 2012, mentre l'uscita del film è stata confermata per il 14 febbraio 2013. In Italia è uscito lo stesso giorno distribuito da 20th Century Fox. Il 25 ottobre 2012 è stato invece pubblicato, assieme ad un nuovo trailer, un teaser poster del film, riportante una storica battuta del protagonista.

## Accoglienza

### Incassi
Il film ha ottenuto un buon successo al botteghino, incassando più di 304 milioni di dollari, di cui più di 67 in patria e 237 all'estero.